# Monika Cronshagen
Monika Cronshagen (* 1935 in Berlin als Monika Rittau; † 1985) war eine deutsche naive Künstlerin, die durch ihre Bilderbuchillustrationen bekannt wurde.

## Leben und Karriere
Nach der Mittleren Reife studierte Monika Rittau vier Semester an einer Kunsthochschule. Sie heiratete den deutschen Regisseur und Schauspieler Eberhard Cronshagen (1913–1994), dessen Nachnamen sie behielt, nachdem die Ehe geschieden worden war.
Monika Cronshagens Karriere als naive Künstlerin begann in den siebziger Jahren. Größere Bekanntheit erlangte sie dabei als Illustratorin zahlreicher Kinder- und Bilderbücher für den Thienemann-Esslinger Verlag, Stuttgart. Prägend waren dabei ihre stilisierten und farbenfrohen Lebensbilder (Landleben, spielende Kinder, Jahreszeiten), die mit Wettbewerbspreisen ausgezeichnet wurden. So 1973 mit dem des Stern-Magazins.
In den frühen 1970er Jahren begann Cronshagen auch in verschiedenen Galerien auszustellen. So widmete sich die Ausstellung Naive Bilder in der Galerie Elke und Werner Zimmer in Düsseldorf 1971 ihren Bildern und denen Erna Emhardts (1916–2009) und des belgischen naiven Künstlers Jean Faucqs (1900–1978), es folgten weitere Präsentationen ihrer Werke in der Düsseldorfer Galerie bis 1974, so auch zusammen mit denen Henry Dieckmanns (1933–2018). Im selben Jahr waren ihre Werke im Schul- und Kulturzentrum in Leichlingen zu sehen.
Der Weisbecker-Verlag, Frankfurt am Main, publizierte eine Postkartenserie mit Motiven Monika Cronshagens. So beispielsweise Der Fischtag und Schlittenpartie. Villeroy & Boch produzierte ebenfalls eine Postkartenserie als Porzellanwandbilder mit Motiven Cronshagens.
Monika Cronshagen lebte als freischaffende Künstlerin in Bad Tölz.